# Pontocypris frequens
Pontocypris frequens är en kräftdjursart som först beskrevs av Mueller.  Pontocypris frequens ingår i släktet Pontocypris och familjen Pontocyprididae. Inga underarter finns listade i Catalogue of Life.